# Linderås
Linderås en ort i Tranås kommun i Jönköpings län, kyrkby i Linderås socken, som ligger sydväst om Tranås.
I byn ligger Linderås kyrka. 